# Glibodol
Glibodol je naselje u Ličko-senjskoj županiji s oko 41 stanovnika.

## Zemljopis
Selo Glibodol nalazi se na području današnje općine Brinje, u blizini Lipica na sjeveru Like. 
Glibodolsko polje ima oko 46 km².

## Stanovništvo
- 2001. – 41
- 1991. – 141 (Hrvati – 103, Srbi – 34, ostali – 4)
- 1981. – 151 (Hrvati – 96, Srbi – 55)
- 1971. – 221 (Hrvati – 137, Srbi – 79, Jugoslaveni – 2, ostali – 3)[4]

| broj stanovnika | 67    |       |       | 59    | 82    | 167   | 171   | 202   | 233   | 219   | 218   | 221   | 151   | 141   | 41    | 6     | 7     |
|                 | 1857. | 1869. | 1880. | 1890. | 1900. | 1910. | 1921. | 1931. | 1948. | 1953. | 1961. | 1971. | 1981. | 1991. | 2001. | 2011. | 2021. |

## Povijest
Spominje se prvi put u povijesnim dokumentima 1645. godine.
Dosta je stradalo u Domovinskom ratu. Hrvatske su snage uspjele držati Glibodol, uspješno prihvatiti mještane i branitelja Saborskoga koji su se povukli. Nakon što su hrvatske snage povukle ogulinske postrojbe iz Glibodola, oslobođeno se područje nije moglo duže zadržati. Sve otvorenijim dotokom novih pobunjeničkih snaga, JNA i srpskih dobrovoljaca, okolnosti su se promijenile. Pobunjenici i JNA u kratkom su roku sasvim ovladavali širim područjem kojem su krajnje točke bile Lička Jesenica – Saborsko – Mala Kapela – Glibodol – Dabar. U Glibodol su smjestili pješačku postrojbu veličine satnije koju su ojačali tenkovskim vodom, kao i obližnji Dabar. Nadzorom Glibodola pobunjeni su Srbi zatvorili sve komunikacije, a te su krajeve pripojili pobunjeničkoj tvorevini t.zv. SAO Krajini. Utvrđene su položaje ostavili na zapadu sela.
5. prosinca 1991. na OG Lika, 133. brigada HV i 111. brigada HV procijenile su da su agresorske snage izgubile zamah, da su hrvatske snage uspješno zaustavile napadačev polet zbog čega je agresor izgubio inicijativu te više nema snaga za nastaviti ozbiljna napadna djelovanja. Stoga su u zapovjedništvima hrvatskih snaga odlučili unutar skorog vremena osloboditi sela Dabar i Glibodol sa snagama kojim imaju. Pripreme su obavljene i odlučeno je da napadna akcija krene 7. prosinca. Zbog logističkih problema, napad je odgođen do 12. prosinca 1991. godine. Oslobađanje Glibodola i Dabra pokrenuto je 12. prosinca 1991. godine i oslobađanje Glibodola uspješno je izvedeno istog dana.[je li i Dabar oslobođen istog dana?]
Danas je selo obnovljeno. 
Prema Popisu stanovništva iz 2001. godine, naselje Glibodol ima 41 stanovnika.

## Prezimena
Popis čestih prezimena u Glibodolu:
Krznarić, Ljuština, Šebalj, Perković, Lolić

## Poznate osobe
- Duško Ljuština   (Glibodol, 1947.) – član zagrebačkog Gradskog poglavarstva, ravnatelj Kazališta (Kerempuh), kulturni menadžer
- Danko Ljuština  – glumac

## Vanjske poveznice
- Portal zavičajnog kluba Brinje
- Portal zavičajnog kluba Stajnica  Arhivirana inačica izvorne stranice od 8. srpnja 2006. (Wayback Machine)